# 剪接體

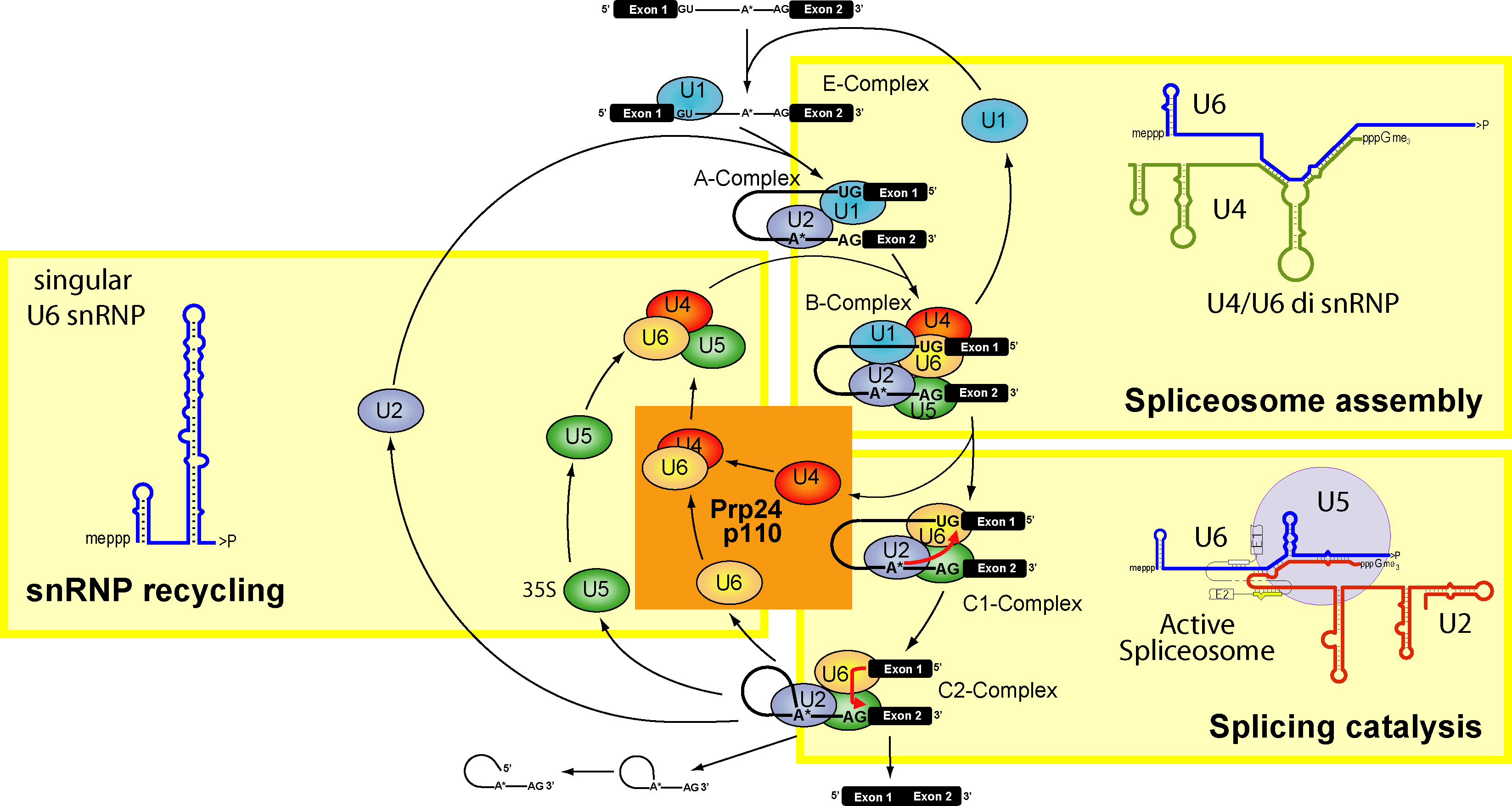
剪接體的剪接週期。

剪接體(英語：Spliceosome)是主要在真核細胞的細胞核內發現的大型的和复杂的分子機器。剪接體由小核核糖核酸（snRNA）和大約80種蛋白質(snRNP)組裝而成。剪接體從轉錄的前mRNA（一種初級轉錄）中去除內含子。 此過程通常稱為RNA剪接。一個比喻是電影剪輯師，他有選擇地從初始電影中切出不相關或不正確的材料（相當於內含子），然後將清理後的版本發送給導演進行最終剪輯。

## 組成
剪接體由五個核小核糖核蛋白以及其他非snRNP蛋白質所組成。這五個小型細胞核核糖核蛋白分别為U1、U2、U4、U5和U6 snRNP，各自含有一條snRNA，分別為U1、U2、U4、U5和U6 snRNA。而這五類snRNPs上的蛋白質，除了共同擁有的七種Sm核心蛋白質外，還各自擁有其他蛋白質。

## 作用過程
在剪接時，U1 snRNP會先辨識到內含子的5'端剪接位（5' splice site），而U2 snRNP則能識别3'端剪接位（3' splice site）上游的分支位点（branch site），這個步驟定位mRNA上要被剪切除去的內含子。然後，U4·U5·U6 tri-snRNP（snRNP三聯體）中的U6 snRNP會取代U1 snRNP，同時U5 snRNP和U2 snRNP，分別位于在5'端剪接位和分支位点，以形成活化剪接體的剪接中心。在形成剪接中心之前，U4 snRNP會離開剪接體。剪接中心的U2 snRNA會將分支位点中的腺嘌呤分支點（branch point）凸出以產生兩步驟剪接作用中的第一個反應因子。在剪接反應結束後，mRNA上的U5 snRNP和U6 snRNP便會離開，並和游離的U4 snRNP再度形成snRNP三聯體，以便進行下一輪的剪接反應。
而真核细胞中，還有其他的snRNA也可以形成另一類剪接體，它由U11 snRNP、U12 snRNP、U4atac snRNP、U5 snRNP和U6atac snRNP所組成，其中U11、U12、U4atac和U6atac snRNPs的功能各自對應於U1、U2、U4和U6 snRNPs。由於這一類剪接體在細胞中的數量比較少，所以又稱為“次要剪接體”。相對地，由U1、U2、U4、U5和U6 snRNP所組成的剪接體就被稱為“主要剪接體”。這兩類剪接體所辨識和作用的內含子不一樣，而且只能負責各自所辨識內含子的剪接。由主要剪接體識别并作用的內含子稱為“U2型內含子”，而由次要剪接體识别并作用的內含子则称为“U12型內含子”。人類基因組中，U12型內含子的數量極為稀少（只有约700個），在人類內含子中所占比例不到0.5%。
剪接體上的snRNA，除了U6 snRNA是由RNA聚合酶Ⅲ（RNA polymerase III）轉錄而成，其他snRNA都和一般mRNA一樣都是由RNA聚合酶Ⅱ（RNA polymerase II）轉錄生成。U6 snRNA會在細胞核內與其他蛋白質組合成U6 snRNP，而其他snRNA則會先被運輸到細胞質中，在細胞質中與其他蛋白質組成snRNPs，之後這些在細胞質中組成的snRNP會以次單位的型態進入細胞核內。而剪接作用便是在細胞核內完成。
早期snRNA的發現是在自體免疫病患者血液中的自體免疫抗體所識别的物質中找出的。而實驗上依著這個特性，研究人員可以以自体免疫抗體將剪接體複合物從細胞萃取液中分離出來。

## 外部連結
- Butcher, Samuel E. . Astrid Sigel; Helmut Sigel; Roland K. O. Sigel  (编). . Metal Ions in Life Sciences 9. RSC Publishing. 2011: 235–51. doi:10.1039/9781849732512-00235.
- Nilsen T. . BioEssays. 2003, 25 (12): 1147–9. PMID 14635248. doi:10.1002/bies.10394.
- 醫學主題詞表（MeSH）：Spliceosomes
- 3D macromolecular structures of Spliceosomes from the EM Data Bank(EMDB) （页面存档备份，存于）